# チークウッド・ボタニカル・ガーデン・アンド・ミュージアム・オブ・アート
チークウッド(Cheekwood)はアメリカ合衆国テネシー州ナッシュビル西部にあり、チークウッド・ボタニカル・ガーデン・アンド・ミュージアム・オブ・アートを所有している55エーカー (220,000 m2) の民間の土地である。以前はナッシュビルのチーク家による30,000平方フィート(2,800 m2)のジョージ王朝風建築の大邸宅だったが、1960年、美術館として開館した。

## 概略
1880年代、クリストファー・チークはナッシュビルで大規模な食料品店業を創業した。彼の息子、レスリー・チークは彼のパートナーとして働き、1915年頃、家族経営の会社社長となった。レスリーの妻、メイベル・ウッドはクラークスビルの有名な一家の出身であった。その頃、レスリーのいとこのジョエル・チークはナッシュビルの高級ホテルマックスウェル・ハウス・ホテルに売り込んだブレンド・コーヒーが高い評価を受けていた。セオドア・ルーズベルトはこのコーヒーを「最後の一滴まで美味しい」と褒め称えたという伝説が残っており、今も公式な商標として使われている。レスリーとメイベルの夫妻を含み、チーク一族は投資家となった。1928年、ポスツム・シリアル・カンパニー(後のゼネラル・フーズ)は4,000万ドル以上でマックスウェル・ハウスの親会社であるチーク・ニール・コーヒーを買収した。
一家が所有していたチーク・ニール・コーヒーを売却し、レスリー・チークはナッシュビル東部の当時森林だった100エーカー (0.40 km2)の土地を邸宅建設のために購入した。彼はニューヨーク在住の建築家ブライアン・フレミングを雇い、家屋や造園の設計の他にインテリア家具を含む全てを任せた。1932年、ライムストーンの大邸宅、18世紀の威厳のある英国様式に影響された広大でフォーマルな庭園が完成した。
レスリー・チークはこの大邸宅に引っ越した2年後に亡くなった後もメイベル・チークと娘のハルダー・チーク・シャープはここに住んでいたが、1950年代までにハルダーとその夫は植物園と美術館として使ってほしいと申し出た。ナッシュビル・ミュージアム・オブ・アートの建物を売却して得た資金により、ナッシュビルのエクスチェンジ・クラブ、ホーティカルチュラル・ソサエティ・オブ・ミドル・テネシーや他の多くの市民団体により再開発が行われた。1960年、チークウッド・ミュージアムが一般公開された。

## 美術館
1959年、ナッシュビル・ミュージアム・オブ・アートが所有していた美術品をアメリカ美術館同盟公認で寄付され、チークウッドの所蔵美術品となった。中心となる展示物は幅広いアメリカ芸術の他、米英装飾芸術、現代美術など多岐に渡り、特に屋外にある彫刻はウッドランド・スカルプチャー・トレイルとして観ることができる。
チークウッドのアメリカ芸術コレクションは600の絵画の他、図面や写真などの5,000の印刷物がある。1980年代および1990年代初期に集められた数百万ドルの価値があるこのコレクションはアメリカ芸術の歴史を物語る。その中心となっているのが、ブダペストを中心としたアバンギャルドな作風の8名の芸術家で構成されるザ・エイトによる作品である。他にウィリアム・エドモンソンの世界最大の彫刻コレクション、ルイーズ・ダール・ウォルフの写真、第二次世界大戦後のバラエティに富んだ印刷物などがある。近年、ジェイムズ・ハミルトンやウィリアム・ブラッドフォードの絵画の他、トレイルのために新しい現代彫刻家の作品を追加するなど新たな作品の買い取りに力を入れている。
装飾芸術コレクションの中心はアメリカ合衆国で3番めに大きいウスターの磁器コレクション、18世紀から20世紀の650点の銀製品のコレクションである。
チークの大邸宅はそれ自体がコレクションの一部と考えられている。改築では元の建物の形にほぼ戻され、実際に使われていた物を公開しており(ただし木や大理石の床にはカーペットが敷かれている)、メインの廊下の壁画のだまし絵など歴史的建築のモチーフが保存されている。
以前車庫や馬小屋として使われていた場所に現代美術コレクションのギャラリーがあり、ラリー・リバース、アンディ・ウォーホル、ロバート・ライマン、レッド・グルームス、マリリン・ディンテンファスなどの絵画を含み、小規模だが高品質の作品を所蔵している。また、古い馬小屋だった場所に作られた7つの小さなギャラリーも展示場として使用可能である。
カレル・ウッドランド・スカルプチャー・トレイルには世界中の彫刻家の15点の彫刻があり、自然の中に現代美術コレクションが溶け込んでおり、屋外の芸術はアメリカ国内の美術館にもあまり類を見ないものとなっている。

## 植物園

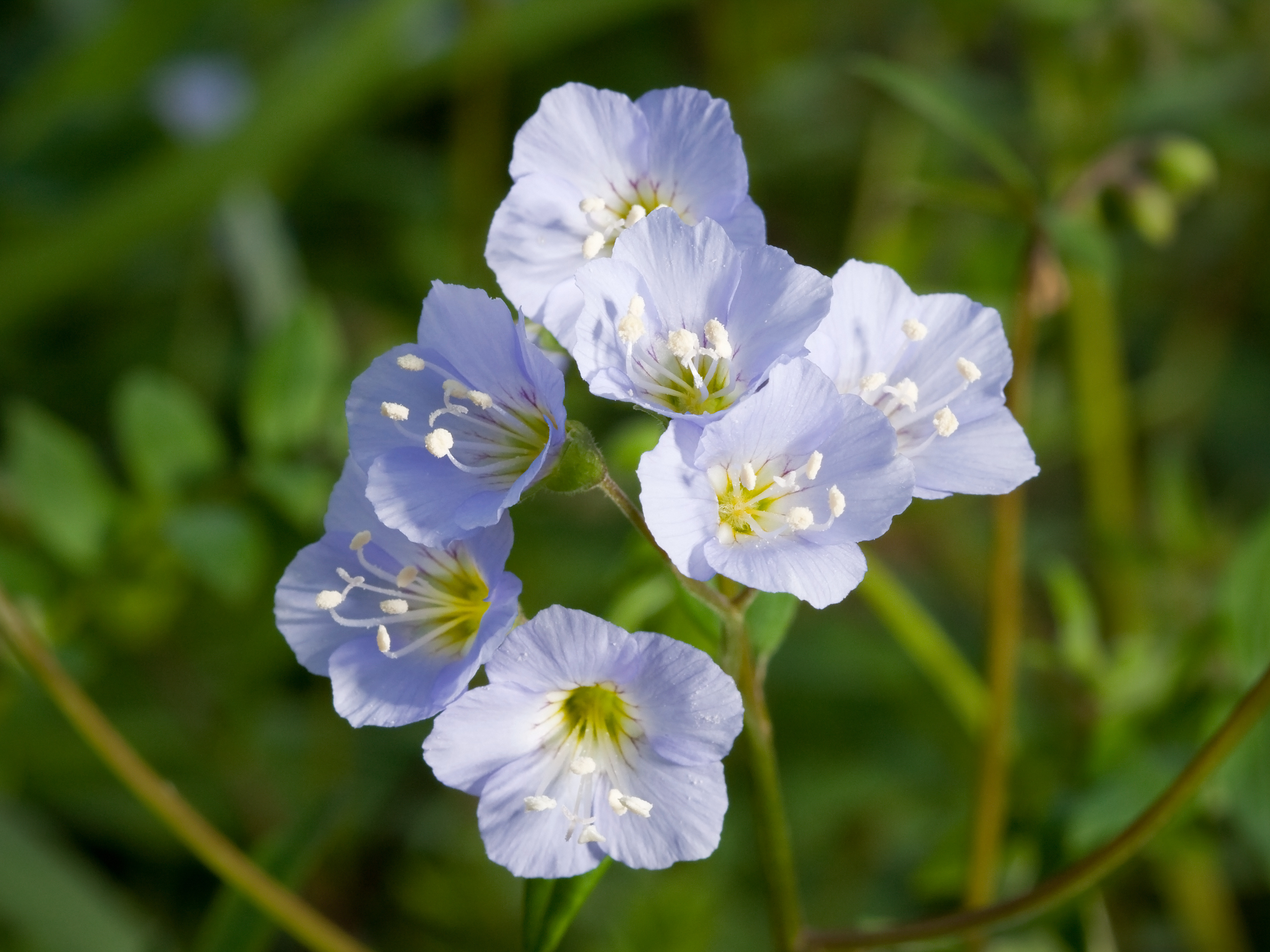
チークウッドのポレモニウム

美術館から見下ろせるように広がる55エーカー(220,000 m2)の植物園は、展示、教育、学習に重点を置いている。植物のコレクションにはツゲ、松、サルスベリ、ラッパスイセン、ワスレグサ、ハナミズキ、シダ、ハーブ、ヒイラギ、ギボウシ、アジサイ、イロハモミジ、南西部に自生するモクレン、アメリカハナズオウ、エンレイソウなどがある。
チークウッドでは様々なスタイルのガーデン・デザインを楽しむことができる。サルスベリの並木道は、遠くの丘の美しい景観を一望できるなだらかな芝生の周りにカラフルな花々がカーブを描いているロバートソン・エリス・カラー・ガーデンに続く。このガーデンを出ると、カラフルなつる植物で覆われた8本のアーチの下をくぐれるようになっており、アーチの両脇にはバラエティに富んだ一年生植物や多年生植物が植えられている。次に日本庭園に入る。ここは休憩や瞑想のできる静寂な場所であり、他の世界から隔離された隠れ家的存在である。ウィルス・ペレニアル・ガーデンは新旧の多年生植物があり、石灰岩の石垣のある日当たりおよび彩りの良い庭である。マーティン・ボックスウッド・ガーデンは1920年代終盤、造園技師のブライアン・フレミングにより設計および建造され、階段状の庭にツゲの木が広く植えられている。このフォーマルな庭は来場者をまるで違う時代に来たような錯覚に陥らせる。春に華々しいハウ・ワイルドフラワー・ガーデンは元々ナッシュビル西部のコーラ・ハウの家に咲いていた、森林に咲く野生の花の庭である。1968年、この庭は石の物置小屋、石垣などの庭の装飾と共にチークウッドに移動された。この庭を通り過ぎると、次にバー・テラス・ガーデンに入る。ここは多くのパステル・カラーの一年生植物、多年生植物、低木などに囲まれた円形の庭が三段の階段状になっている。バー・テラス・ガーデンを出ると、カレル・ドッグウッド・ガーデンになる。この庭は多種の枝模様、樹皮、葉、実、そして華麗な苞葉を含み特徴のあるハナミズキなどがある。ハーブ・スタディ・ガーデンでは料理、香水、染料、糸、化粧品などに使われる多くの植物に触れたり香りを嗅いだりすることができる。最後にターナー・シーズンズ・ガーデンがある。この庭はテネシー州の季節ごとの植物に焦点を当てている。この庭園は何か所かに分かれており、シーズンごとに違う植物を見ることができる。
庭園および植物は教育のためだけでなく、景観として楽しむことができる。

### 松霧園
日本庭園である松霧園は灯籠や飛石のある悟りの道、心の声を聴く竹林、イチョウやもみじおよびししおどし(ただし竹は固定されており動かない)のある石庭、坂道から続く展望台の4ヶ所に分かれている。

### 企画展示
近年、チークウッドの植物園では大規模な企画展示が行なわれている。
- 2010年: デイル・チフリ『チフリ・アット・チークウッド』[5]
- 2011年: 『トレインズ!テネシー・イン・G』[6]
- 2012年: ツリーハウス『グレート・ワークス・オブ・リタラチャー』[7]/マチルド・ルーセル『アナトミア・ボタニカ』[8]
- 2013年: ブルース・マンロー『ライト』[9]
- 2014年: デイヴィッド・ロジャーズ『ビッグ・バグズ』[10]/パトリック・ドアティ『リトル・ビティ・プリティ・ワン』[11]
- 2015年: ジャウメ・プレンザ『ヒューマン・ランドスケープ』[12]

## その他のアトラクション
美術館、植物園の他に、ギフトショップや美しい東の緑の丘が眺められるパイナップル・ルームというレストランがある。

## 関連事項
- アメリカ合衆国の植物園一覧